# Ringer-Europameisterschaften 2000
Die Ringer-Europameisterschaften 2000 fanden im griechisch-römischen Stil der Männer in Moskau und im Freistil der Männer und der Frauen in Budapest statt.

## Männer Griechisch-römisch

### Ergebnisse
| Klasse | Gold                                   | Silber                          | Bronze                        |
| ------ | -------------------------------------- | ------------------------------- | ----------------------------- |
| -54 kg | Marian Sandu                           | Boris Ambarzumow                | Alfred Ter-Mkrtchyan          |
| -58 kg | István Majoros                         | Armen Nasarjan                  | Rıfat Yıldız                  |
| -63 kg | Warteres Warteressowitsch Samurgaschew | Beat Motzer                     | Wital Schuk                   |
| -69 kg | Alexei Jurjewitsch Gluschkow           | Csaba Hirbik                    | Movses Karapetyan             |
| -76 kg | Wjatscheslaw Makarenko                 | David Manukyan                  | Murat Nausbijewitsch Kardanow |
| -85 kg | Martin Lidberg                         | Andrej Batura                   | Alexander Menschikow          |
| -97 kg | Sjarhej Lischtwan                      | Gogi Murmanowitsch Koguaschwili | Mehmet Özal                   |
| 130 kg | Alexander Alexandrowitsch Karelin      | Sergei Mureiko                  | Mihály Deák Bárdos            |

### Medaillenspiegel (Männer griechisch-römisch)
| Rang | Land        | Gold | Silber | Bronze |
| ---- | ----------- | ---- | ------ | ------ |
| 1    | Russland    | 3    | 2      | 2      |
| 2    | Belarus     | 2    | 1      | 1      |
| 3    | Ungarn      | 1    | 1      | 1      |
| 4    | Rumänien    | 1    | 0      | 0      |
|      | Schweden    | 1    | 0      | 0      |
| 6    | Bulgarien   | 0    | 2      | 0      |
| 7    | Ukraine     | 0    | 1      | 0      |
|      | Schweiz     | 0    | 1      | 0      |
| 9    | Deutschland | 0    | 0      | 2      |
| 10   | Armenien    | 0    | 0      | 1      |
|      | Türkei      | 0    | 0      | 1      |

## Männer Freistil

### Ergebnisse
| Klasse | Gold                              | Silber               | Bronze             |
| ------ | --------------------------------- | -------------------- | ------------------ |
| -54 kg | Oleksandr Sacharuk                | Leonid Tschutschunow | Iwan Djorew        |
| -58 kg | Mourad Ramazanov                  | Arif Kama            | Ewgeni Buslowitsch |
| -63 kg | Murad Mustafajewitsch Umachanow   | Sjarhej Smal         | Serafim Barsakow   |
| -69 kg | Emzarios Bedinidis                | Sergej Demtschenko   | Nikolaj Paslar     |
| -76 kg | Buwaissar Chamidowitsch Saitijew  | Adem Bereket         | Gurami Michedlidze |
| -85 kg | Adam Chamidowitsch Saitijew       | Bejbulat Mussajeu    | Gábor Kapuvári     |
| -97 kg | Sagid Magomedowitsch Murtasalijew | Arawat Sabejew       | Wadym Tassojew     |
| 130 kg | Marek Garmulewicz                 | David Musuľbes       | Sven Thiele        |

### Medaillenspiegel (Männer Freistil)
| Rang | Land        | Gold | Silber | Bronze |
| ---- | ----------- | ---- | ------ | ------ |
| 1    | Russland    | 5    | 2      | 0      |
| 2    | Ukraine     | 1    | 0      | 2      |
| 3    | Georgien    | 1    | 0      | 1      |
| 4    | Polen       | 1    | 0      | 0      |
| 5    | Belarus     | 0    | 3      | 0      |
| 6    | Türkei      | 0    | 2      | 0      |
| 7    | Deutschland | 0    | 1      | 1      |
| 8    | Bulgarien   | 0    | 0      | 3      |
| 9    | Ungarn      | 0    | 0      | 1      |

## Frauen Freistil

### Ergebnisse
| Klasse | Gold                | Silber              | Bronze          |
| ------ | ------------------- | ------------------- | --------------- |
| -46 kg | Lidiya Karamchakova | Farah Touchi        | Kamelia Tzekova |
| -51 kg | Olga Smirnowa       | Ida Hellström       | Innessa Rebar   |
| -56 kg | Sara Eriksson       | Natalja Iwaschko    | Anna Gomis      |
| -62 kg | Nikola Hartmann     | Gudrun Annette Høie | Natalja Iwanowa |
| -68 kg | Lise Golliot        | Anita Schätzle      | Anna Schamowa   |
| -75 kg | Tatyana Komarnicka  | Edyta Witkowska     | Zarife Yildirim |

### Medaillenspiegel (Frauen Freistil)
| Rang | Land        | Gold | Silber | Bronze |
| ---- | ----------- | ---- | ------ | ------ |
| 1    | Russland    | 2    | 1      | 2      |
| 2    | Frankreich  | 1    | 1      | 1      |
| 3    | Schweden    | 1    | 1      | 0      |
| 4    | Ukraine     | 1    | 0      | 1      |
| 5    | Österreich  | 1    | 0      | 0      |
| 6    | Deutschland | 0    | 1      | 0      |
|      | Polen       | 0    | 1      | 0      |
|      | Norwegen    | 0    | 1      | 0      |
| 9    | Bulgarien   | 0    | 0      | 1      |
|      | Türkei      | 0    | 0      | 1      |